# ダニー・デイヴィス (スノーボーダー)
ダニー・デイヴィス（Danny Davis、1988年6月22日 - ）は、アメリカ合衆国、ミシガン州出身の男性スノーボード選手。
一部でダニー・デービスと表記されている。

## 人物
ミシガン州出身。2006年トランスワールドスノーボーディング主催のライダーズ・ポール・アワードで新人賞を受賞、またこの年にもスノーボード誌が選ぶ新人賞も受賞し2008年にも同誌が選ぶトップ10ライダーに選ばれている。
また2008年からはウインターデューツアー3連覇、2010年のバンクーバーオリンピックでは代表に選ばれたがバギーの走行中の背中の怪我で出場辞退。2014年のX GAMES ASPENでは前年度の優勝者ショーン・ホワイト、準優勝の平野歩夢が出場しない中で優勝を果たした。ソチオリンピックでは決勝に進出したが決勝2本とも最後のエアで転倒し10位に終わった。
2015年のX GAMES ASPENではソチオリンピックのメダリストらを抑え優勝を果たした。

## 主な戦績
HP=ハーフパイプ SP=スーパーパイプ QP=クォーターパイプ SS=スロープスタイル
2005年
- GRAVITY-GAMES - 2位 HP
- MIDDLE EARTH SUPERPIPE CHAMPIONSHIPS - 2位 HP
- バートンニュージーランドオープンオープン - 2位 SS
- GARNIER FRUCTIS AUSTRALIAN OPEN 2005 - 2位 HP SS
- CHEVY GRAND PRIX 2005 - 3位 HP

2006年
- バートンUSオープン - 3位 SP
- Abominable Snowjam - 2位 SS
- ニュージーランドオープン - 3位 SP
- Chevrolet U.S. Snowboarding Grand Prix - 1位 HP
- Paul Mitchell Progression Session - 3位 QP

2007年
- NISSAN X-TRAIL NIPPON OPEN - 2位 SP
- バートンUSオープン - 2位 HP
- World Superpipe Championships - 2位 SP

2008年
- バートンオーストラリアンオープン - 2位 SS
- ウインターデューツアー - 1位 HP

2009年
- バートンヨーロピアンオープン - 1位 SS
- World Superpipe Championships - 2位 SP
- ウインターデューツアー - 1位 HP

2010年
- ウインターデューツアー Overall Standings - 1位 HP
- ウインターデューツアー - 1位 SP
- U.S. Grand Prix 1.7, Mammoth Mtn - 1位 HP

2012年
- バートンヨーロピアンオープン - 2位 HP

2014年
- X GAMES ASPEN 2014 - 1位 SP

2015年
- X GAMES ASPEN 2015 - 1位 SP

2016年
- U.S. Revolution Tour - 1位 HP